# Fjellerup Strand
Fjellerup Strand er en sommerhusby ved kysten på det nordlige Djursland med 210 indbyggere i byområdet (2018). Sommerhusbyen ligger i Fjellerup Sogn, Norddjurs Kommune, Region Midtjylland.